# Therese Blunck
Therese Friederike Helene Blunck (* 9. Juni 1875 in Schipphorsterwohld auf Gut Bothkamp; † 16. Juni 1942 in Kiel) war eine deutsche Fürsorgerin.

## Leben und Wirken
Mitglieder der Familie Blunck kamen aus dem Gebiet um Wankendorf, wo sie auch wohnten. Therese Blunck war eine Tochter von Johann Joachim Blunck (* 1842) und dessen Ehefrau Christina Sophia, geborene Lüders (* 1839). Der Vater arbeitete in Langenreihe auf Gut Bothkamp als Steinhauer und Inste.
Therese Blunck lebte bis ungefähr zum 18. Lebensjahr in Wankendorf. Anschließend lernte sie im Diakonissen-Mutterhaus in Altona als Krankenpflegerin. Einige Jahre später wechselte sie zum Mutterhaus des Deutschen Roten Kreuzes in Kiel und wirkte dort als Krankenschwester, später auch in Itzehoe. Eine letzte Stelle hatte sie in der Station für Geschlechtskrankheiten im Städtischen Krankenhaus Kiel, wo sie beschloss, sittlich gefährdeten Mädchen zu helfen. 
Blunck widmete sich danach der Gemeindearbeit, konnte jedoch keine wirklichen Fortschritte erreichen. Gemeinsam mit angesehenen und einflussreichen Kieler Bürgern gründete sie daher 1908 den „Fürsorgeverein Kieler Mädchenheim“, dessen ersten Vorsitz Landgerichtspräsident Andrae übernahm. 
Um 1908 gründete Blunck zudem eine ehrenamtlich organisierte Polizeifürsorge am Kieler Polizeipräsidium mit angeschlossenem Heim. Damit wurde sie zu einer Pionierin der offenen und geschlossenen Prävention für sittlich bedrohte Mädchen und Frauen in diesem Bundesland. Ihr Heim umfasste anfangs eine gemietete Etage und erweiterte sich 1916 zu einem eigenen Haus.
Aufgrund des wachsenden Arbeitsanfalls entschied Blunck 1920, die Polizeifürsorge abzugeben und sich auf die Heimleitung zu konzentrieren. Sie kaufte das Haus und öffnete ihr Hilfsprogramm für Notfälle aller Art. Durch einen 1928 errichteten Anbau konnte sie 110 Personen aufnehmen. Ihre Arbeit machte sie weit über das Gebiet Schleswig-Holsteins hinaus bekannt. Blunck galt als bevorzugte Ratgeberin bei besonders schweren Fällen. Trotz des Ersten Weltkriegs, der Weltwirtschaftskrise und der Machtergreifung gelang es ihr, den „Fürsorgeverein Kieler Mädchenheim“ zu einem wichtigen Bestandteil der Sozialarbeit in Kiel und Schleswig-Holstein zu führen.
In den letzten Lebensjahren betreute Blunck zunehmend mehr schwachsinnige Frauen und beherbergte bedürftige Frauen und Mädchen. Aufgrund des damit einhergehenden Platzmangels suchte sie nach einem größeren Gebäude am Rande der Stadt. Sowohl aufgrund der mangelnden Unterstützung durch die Nationalsozialisten als auch fehlender Finanzmittel und Helfer konnte sie diese Pläne nicht umsetzen.
Therese Blunck starb während des Zweiten Weltkriegs Mitti Juni 1942. Das von ihr eingerichtete Mädchenheim wurde 1944 durch Bombentreffer zerstört.